# Chiffre de Beale
Pour les articles homonymes, voir Beale.
Le Chiffre de Beale est le nom donné au chiffre de Thomas J. Beale, chiffre qui reste en partie encore mystérieux. Il faut également noter que cette histoire est soumise à caution, de nombreux éléments laissant planer un doute sur sa véracité.

## L'histoire
L'histoire commence en janvier 1820 à Lynchburg, Virginie aux États-Unis. Thomas J. Beale s'installe à l'hôtel de la ville, propriété de Robert Morriss. Au bout de quelques semaines, il repart. Deux ans plus tard, à la même période, il s'installe à nouveau à l'hôtel. S'étant lié d'amitié avec Morriss, il lui confie une boîte en fer verrouillée, et lui demande de la conserver. Quelques semaines plus tard, Morriss reçoit une lettre de Beale. Il lui explique que le coffre contient des informations primordiales sur sa fortune et celle de ses camarades, et il donne des consignes précises à Morriss : si personne ne vient réclamer ce coffre sous dix ans, il doit l'ouvrir. Il trouvera à l'intérieur quelques lettres qui lui sont adressées, mais aussi trois lettres chiffrées, qui nécessitent une clé pour être compréhensibles. Cette clé, il la recevra par courrier, un ami étant chargé de la poster à partir de juin 1832. Morriss attend, mais personne ne vient, et il ne reçoit pas le courrier promis. Il conserve alors le coffre scellé.
Mais en 1845, il décide d'en savoir plus et ouvre le coffre. Il découvre une lettre en clair, qui lui explique l'histoire de Beale et de ses camarades. Alors qu'ils chassent le bison au nord de Santa Fe, ils tombent par hasard sur un gisement d'or et d'argent. Ils s'empressent donc de l'exploiter, puis décident d'aller le mettre en lieu sûr, le butin étant considérable. Beale est alors chargé d'une double mission : cacher le butin et trouver un moyen de permettre aux familles de toucher leur part du butin, s'il arrivait malheur aux membres de l'expédition. Beale ayant caché le butin, il confie donc le coffre à Morriss dans ce but précis, et pour éviter toute tentative de vol, il laisse trois lettres chiffrées : la première indique l'emplacement du trésor, la deuxième énumère son contenu, et la troisième établit la liste des bénéficiaires (voir plus bas).

## Un déchiffrage partiel
N'ayant pas la clé, Morriss tente malgré tout de déchiffrer les messages de Beale, sans succès. En 1862, il raconte son histoire à un ami, pour éviter d'emporter son secret dans sa tombe. C'est cet ami (dont l'identité ne sera jamais révélée), qui publie toute cette histoire en 1885. Par ailleurs, il parvient à déchiffrer le deuxième chiffre de Beale.
Il part de l'hypothèse que chaque nombre représente une lettre, mais plusieurs nombres peuvent représenter la même lettre. Pour chiffrer ou déchiffrer, on prend un texte ou un livre de référence, et on attribue un numéro à chaque première lettre du mot, comme dans l'exemple ci-dessous.
| 1Avez-2vous 3compris 4l'5idée 6de 7ce 8chiffre 9ou 10dois-11je 12encore 13expliquer ? Dans cette phrase, 1=A; 2=V; 3=C; 4=L; 5=I; 6=D; 7=C; 8=C; 9=O; 10=D; 11=J; 12=E; 13=E |

Grâce à ce texte ou ce livre, qui est en fait la clé du code, je peux chiffrer ou déchiffrer facilement. Ainsi, si je devais écrire le mot DIODE avec la phrase-clé précédente, cela pourrait donner le chiffre : 6, 5, 9, 10, 12, sachant qu'à une lettre peuvent correspondre plusieurs chiffres.
De fait, le chiffre de Beale est extrêmement difficile à déchiffrer si on ne possède pas le texte ou le livre ayant été utilisé comme clé. Or, la lettre que Morriss aurait dû recevoir contenait justement cette clé.
L'ami de Morriss se lance malgré tout, et il tente de percer les secrets du chiffre de Beale. Il n'y parviendra jamais pour le premier et le troisième. En revanche, il réussit à déchiffrer le deuxième chiffre de Beale.
Il procède en fait de façon empirique : puisqu'il sait que la clé se cache dans un texte ou dans un livre, il essaye avec tous les textes qui lui passent entre les mains. Les échecs sont quotidiens, jusqu'à ce qu'il tente l'expérience avec la Déclaration d'indépendance des États-Unis d'Amérique.
| 1When 2In 3The 4course 5of 6human 7events 8it 9becomes 10necessary 11for 12people 13to 14dissolve (...) Dans cette phrase, 1=W; 2=I; 3=T; 4=C; 5=O; 6=H; 7=E; 8=I; 9=B; 10=N; 11=F; 12=P; 13=T; 14=D |

En utilisant la Déclaration d'indépendance comme texte clé, l'ami de Morriss parvient à percer le deuxième chiffre de Beale, et donc nous permet d'en savoir plus sur son aventure et sur son trésor. Cependant, il ne parvient pas à percer les deux autres, et décide donc, en 1885 de révéler cette histoire. Depuis, des centaines de personnes tentent de percer le chiffre de Beale, apparemment sans succès.

## Les trois chiffres de Beale

Premier chiffre de Beale
Deuxième chiffre de Beale
Troisième chiffre de Beale

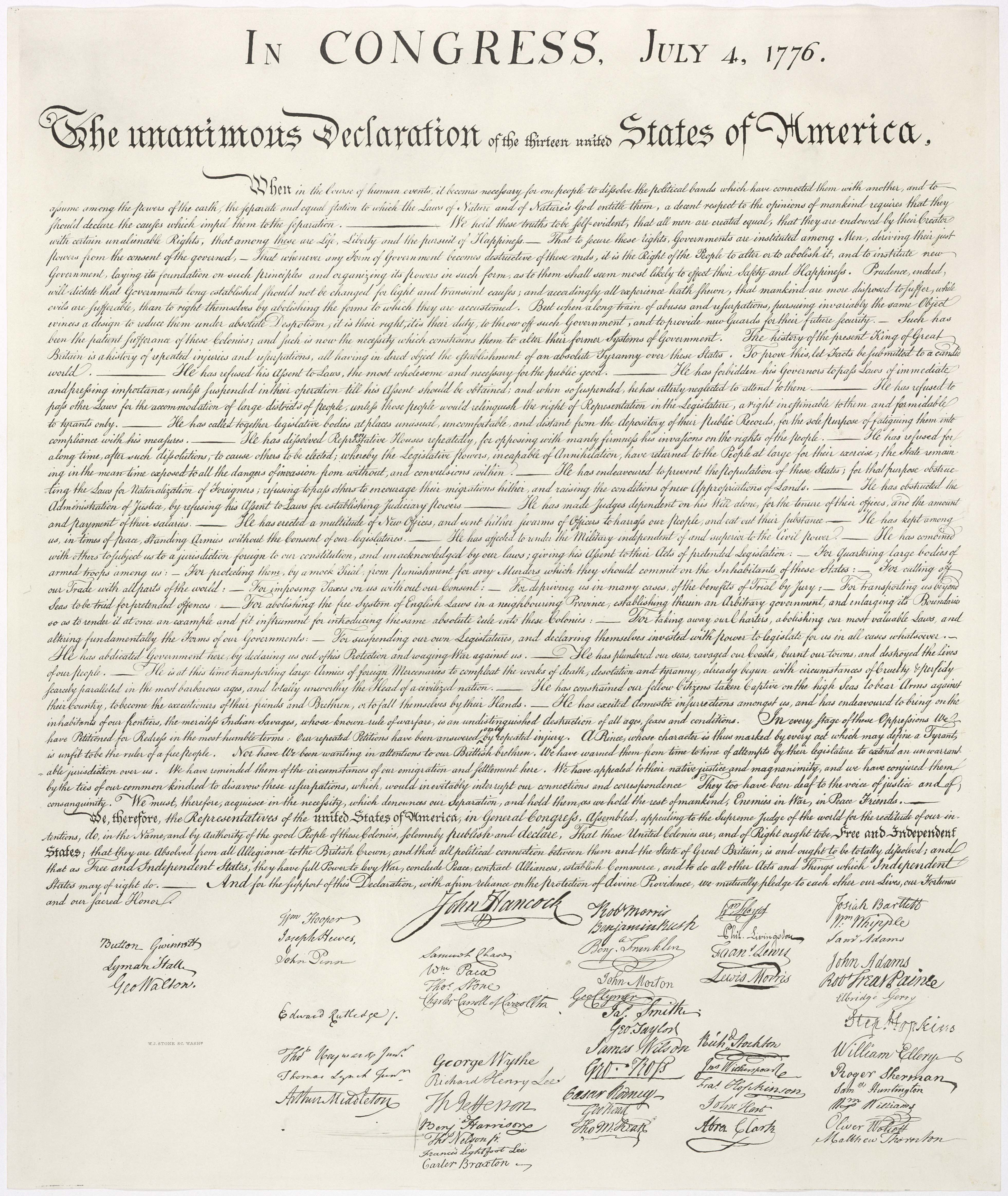
La Déclaration d'indépendance des États-Unis
Deuxième chiffre de Beale en clair

## Conclusion
Actuellement, les chiffres 1 et 3 de Beale sont toujours indéchiffrables (ou tout du moins personne ne revendique les avoir déchiffrés). Les explications sont nombreuses.
D'abord, Beale a l'avantage d'être l'auteur du chiffre, et, alors qu'il a utilisé la Déclaration d'indépendance pour son chiffre 2, il a peut-être spécialement lui-même rédigé des petits textes pour les chiffres 1 et 3. Dans ce cas, sans les textes, pas de clé.
Autre possibilité, l'ami de Morriss a peut-être publié des chiffres erronés.
Ou bien, le trésor a peut-être déjà été découvert.
Dernière hypothèse, celle que le chiffre de Beale serait une pure invention, une histoire inspirée par la littérature de l'époque, en particulier le Scarabée d'or d'Edgar Allan Poe.
Malgré tout, quelques éléments permettent d'affirmer que l'existence de Beale et son chiffre ne sont pas une pure invention d'écrivain, car il reprend en tout cas les principes de base d'un véritable chiffre. De fait, le trésor est-il peut-être toujours à portée de main de celui qui parviendra à déchiffrer les deux lettres encore inviolées. En tout cas, légende ou réalité, la question est toujours entière.